# La Neuveville-sous-Montfort
La Neuveville-sous-Montfort ist eine französische Gemeinde mit 182 Einwohnern (Stand: 1. Januar 2022) im Département Vosges in der Region Grand Est (bis 2015: Lothringen). Sie gehört zum Arrondissement Neufchâteau und zum Gemeindeverband Terre d’Eau.

## Geografie
Die Gemeinde La Neuveville-sous-Montfort liegt etwa 35 Kilometer westlich von Épinal und sieben Kilometer nordöstlich von Vittel. Im 10,21 km² umfassenden Gemeindeareal entspringt die Saule, ein Nebenfluss des Madon. Im Westen und Norden erheben sich bewaldete Hügel bis über die 400-m-Höhenmarke. Unmittelbar nördlich des Dorfes La Neuveville liegt der 460 m hohe Berg Montfort, der Namensgeber dieser und weiterer anderer Gemeinden in der näheren Umgebung ist. Umgeben wird La Neuveville-sous-Montfort von den Nachbargemeinden Domjulien im Norden, Remoncourt im Osten, Haréville im Süden sowie They-sous-Montfort im Westen.

## Geschichte
Die Geschichte von La Neuveville ist eng mit der Burg auf dem Montfort verbunden. Über die Entstehung, die überregionale Bedeutung und den Niedergang der Höhenburg / des Schlosses ist bis heute wenig bekannt. Die Burg spielte eine wichtige Rolle für mehrere Jahrhunderte und taucht – als Turm stilisiert – auch im Wappen der Gemeinde auf. Fragmente von einzelnen Urkunden lassen den Schluss zu, dass die Burg 1229 existierte und bereits im 15. oder 16. Jahrhundert verschwand. Schon im 6. Jahrhundert soll auf dem Montfort ein römisches castrum bestanden haben, das wegen seiner exponierten Lage die Handelswege von und nach Vittel kontrollierte.
Zu Beginn des 20. Jahrhunderts wurden auf dem Gipfel des Montfort Mauer- und Brunnenreste gefunden. Die im 18. Jahrhundert wahrscheinlich nur noch als Ruine existierende Burg war zur Zeit der Bildung der Gemeinden um 1790 noch so sehr im Bewusstsein, dass mehrere Gemeinden der Umgebung die Burg im Namen führen: so neben La Neuveville-sous-Montfort (wörtlich etwa Die neue Stadt unter [dem] Montfort) auch Domèvre-sous-Montfort, Parey-sous-Montfort und They-sous-Montfort.

### Bevölkerungsentwicklung
| Jahr      | 1962 | 1968 | 1975 | 1982 | 1990 | 1999 | 2006 | 2012 | 2021 |
| Einwohner | 179  | 149  | 156  | 156  | 151  | 127  | 166  | 174  | 185  |

Die Abwanderung durch die Mechanisierung der Landwirtschaft sowie die beiden Weltkriege ließen die Bevölkerungszahlen merklich sinken. Seit Beginn des 21. Jahrhunderts ist eine Konsolidierung zu verzeichnen. Im Jahr 1846 wurde mit 446 Bewohnern die bisher höchste Einwohnerzahl ermittelt. Die Zahlen basieren auf den Daten von cassini.ehess und INSEE.

## Sehenswürdigkeiten
- Kirche Saint-Romaric (Skulpturen als Monuments historiques geschützt)

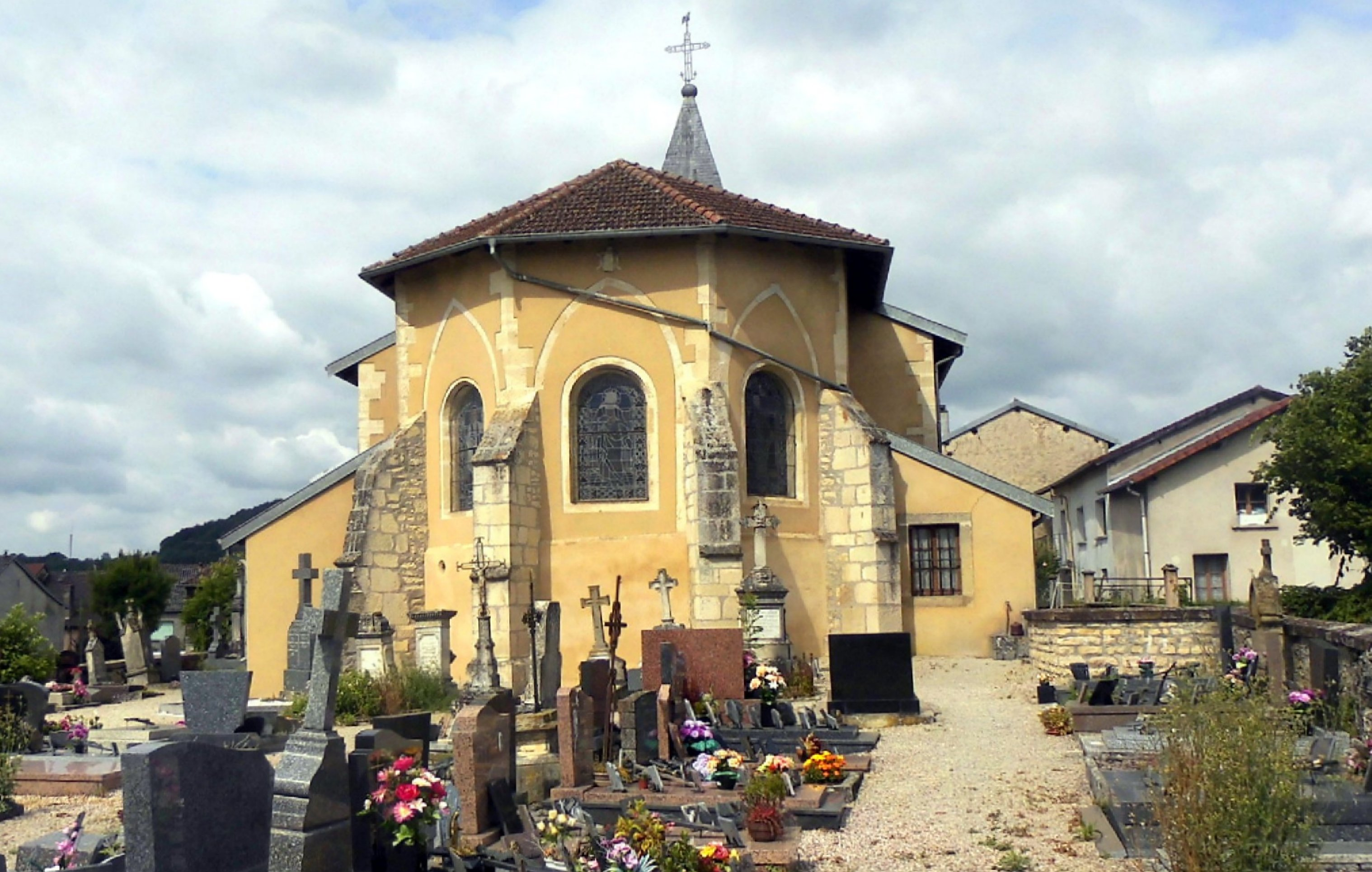
Kirche Saint-Romaric

- Oratorium Saint-Vincent
- Brunnen und Lavoir

## Wirtschaft und Infrastruktur
In La Neuveville-sous-Montfort gibt es kleinere Unternehmen der Baubranche und sieben Landwirtschaftsbetriebe (Rinderzucht, Milchviehhaltung), davon drei Winzer. Der bis zur Reblauskrise bedeutende Weinanbau in Südlothringen ist heute am steilen Südhang des Montfort nur noch von lokaler Bedeutung.
Durch La Neuveville-sous-Montfort führt die Bahnstrecke Merrey–Hymont-Mattaincourt ohne Betriebsstelle im Gemeindegebiet.

## Belege
1. ↑  Wappenbeschreibung auf genealogie-lorraine.fr (Memento des Originals vom 13. September 2016 im Internet Archive)  Info: Der Archivlink wurde automatisch eingesetzt und noch nicht geprüft. Bitte prüfe Original- und Archivlink gemäß Anleitung und entferne dann diesen Hinweis.
2. ↑  Geschichte auf jeanalain.monfort.free.fr (französisch)
3. ↑  La Neuveville-sous-Montfort auf cassini.ehess
4. ↑  La Neuveville-sous-Montfort auf INSEE
5. ↑  Landwirte und Winzer auf annuaire-mairie.fr (französisch)